# Robert Bitri
Robert Thoma Bitri (ur. 10 marca 1958 w Fierze) – albański europeista i agronom, deputowany do Zgromadzenia Albanii z ramienia Socjalistycznego Ruchu Integracji.

## Życiorys
W 1982 roku ukończył studia agronomiczne na Uniwersytecie Rolniczym w Tiranie. Pracował następnie w tym zawodzie przez 12 lat w Fierze i Levanie. Następnie w latach 2003-2011 był w zarządzie przedsiębiorstwa I&G.
W 2007 roku uzyskał tytuł magistra europeistyki.

## Działalność polityczna
W latach 1991–2012 należał do Socjalistycznej Partii Albanii, należąc do jej prezydium w Fierze do 1997 roku. Przeszedł do Socjalistycznego Ruchu Integracji, w 2012 roku został wybrany na przewodniczącego struktur tej partii w Fierze.
Od marca 2012 do kwietnia 2013 był prefektem obwodu Fier.
W wyborach parlamentarnych z 2017 roku uzyskał mandat do Zgromadzenia Albanii, gdzie reprezentował Socjalistyczny Ruch Integracji.